# Reka (Kraljevo)
Pour les articles homonymes, voir Reka.
Reka (en serbe cyrillique : Река) est un village de Serbie situé sur le territoire de la ville de Kraljevo, district de Raška. Au recensement de 2011, il comptait 155 habitants.

## Démographie
| 1948 | 1953 | 1961 | 1971 | 1981 | 1991 | 2002 | 2011 |
| ---- | ---- | ---- | ---- | ---- | ---- | ---- | ---- |
| 331  | 354  | 329  | 314  | 248  | 202  | 166  | 155  |

|  |